# 비야베르데 알토역
비야베르데 알토 역(스페인어: Villaverde Alto)은 마드리드 지하철 3호선의 시종착역이다. 동시에 세르카니아스 마드리드의 C4호선과 C5호선이 지나는 철도역이기도 하다. 마드리드 비야베르데 구 산안드레스 지역의 도밍고 파라가 거리와 토발리나 거리가 만나는 교차로 지하에 위치해 있다. 요금구역 상으로는 A구역에 속한다.

## 역사
역 자체는 1876년에 처음 세워졌으며, 1879년부터는 토리호스와 시우다드레알로 향하는 두 철도 노선의 분할점 역할을 하게 되었다. 1980년대에는 세르카니아스 마드리드의 C4호선과 C5호선이 들어왔고 이용객들이 선로를 넘어갈 일이 없도록 환승통로 공사를 진행하였다.
2007년 4월 21일에는 지하철 3호선이 이곳까지 연장되면서 시종착역이 되었다.

## 환승 정보

역 주변의 교통

역 주변에 시내버스 정류장이 세 곳 있다. 시외버스 노선도 역 부근을 경유한다.
버스
- 시내버스
  - 22, 79, T41번 노선 (주간)
  - N14번 노선 (야간)
- 시외버스
  - 432번 노선 (주간)

지하철과 세르카니아스
| 마드리드 지하철                                          | 마드리드 지하철       | 마드리드 지하철                         |
| -------------------------------------------------------- | --------------------- | --------------------------------------- |
| 시·종착역                                                | 마드리드 지하철 3호선 | 산 크리스토발 몽클로아                  |
| 세르카니아스 마드리드                                    |                       |                                         |
| 비야베르데 바호 알코벤다스-S.S. 레예스 / 콜메나르 비에호 | C4호선                | 라스 마르가리타스 우니베르시다드 파를라 |
| 사르사케마다 우마네스 / 푸엔라브라다                     | C5호선                | 푸엔테 알코세르 모스톨레스-엘 소토      |